# Ballerup
Ballerup – miasto w Danii w gminie Ballerup. 46 654 mieszkańców (2006).
W mieście jest stacja kolejowa Ballerup.
Miasta partnerskie
- Kifissia, Grecja
- Fingal, Irlandia
- North Down, Irlandia Północna
- Getafe, Hiszpania
- Nacka, Szwecja
- East Kilbride, Szkocja
- Praga 10, Czechy
- Jämsä, Finlandia
- Fagersta, Szwecja
- Åsnes, Norwegia
- Wuxi, Chińska Republika Ludowa